# 家族の絆特命委員会
家族の絆特命委員会（かぞくのきずなとくめいいいんかい）は、古川俊治を委員長、赤池誠章を委員長代行として、2013年9月に婚外子の相続分差別が違憲との最高裁判決を受けて、同年12月に同差別を解消する民法改正が行われたのを受け、「伝統的な家族の形を守る」ことを目指して同年12月19日に発足した自民党内保守系国会議員グループ。

## 活動内容
- 婚外子の戸籍記載維持[3]
- 本妻の地位保全[8]
- 選択的夫婦別姓導入反対[2]
- 配偶者控除撤廃反対[2]

## メンバー
- 古川俊治（委員長）
- 西銘恒三郎
- 丹羽秀樹
- 山際大志郎
- 城内実
- 柴山昌彦
- 永岡桂子
- 西田昌司
- 井上貴博
- 鬼木誠
- 黄川田仁志
- 山田賢司

## 元メンバー
- 菅野佐智子（2014年に落選）
- 桜井宏（2014年に落選）
- 土屋正忠（2017年に落選）
- 大沼瑞穂（2019年に落選）
- 菅原一秀（2021年に議員辞職）
- 佐藤ゆかり（委員長代理・2021年に落選）
- 安藤裕 （事務局長・2021年に不出馬）
- 宇都隆史（2022年に落選）
- 丸川珠代（2024年に議員辞職）
- 大塚拓（2024年に落選）
- 石川昭政（2024年に落選）
- 赤池誠章（委員長代行・2025年に落選）